# Joachim Adukor
Joachim Adukor (Tema, 2 maggio 1993) è un calciatore ghanese naturalizzato liberiano, centrocampista svincolato.

## Caratteristiche tecniche
È un mediano.

## Carriera

### Club
Approda in Europa nel luglio del 2011, quando firma per gli svedesi del Gefle. Ha esordito fra i professionisti il 17 settembre 2012 disputando l'incontro di Allsvenskan perso 2-0 contro l'Häcken.

### Nazionale
Nel 2022 ha esordito nella nazionale liberiana.

## Statistiche

### Cronologia presenze e reti in nazionale
Aggiornato al 5 giugno 2023

| Cronologia completa delle presenze e delle reti in nazionale ― Liberia | Cronologia completa delle presenze e delle reti in nazionale ― Liberia | Cronologia completa delle presenze e delle reti in nazionale ― Liberia | Cronologia completa delle presenze e delle reti in nazionale ― Liberia | Cronologia completa delle presenze e delle reti in nazionale ― Liberia | Cronologia completa delle presenze e delle reti in nazionale ― Liberia | Cronologia completa delle presenze e delle reti in nazionale ― Liberia | Cronologia completa delle presenze e delle reti in nazionale ― Liberia |
| Data                                                                   | Città                                                                  | In casa                                                                | Risultato                                                              | Ospiti                                                                 | Competizione                                                           | Reti                                                                   | Note                                                                   |
| ---------------------------------------------------------------------- | ---------------------------------------------------------------------- | ---------------------------------------------------------------------- | ---------------------------------------------------------------------- | ---------------------------------------------------------------------- | ---------------------------------------------------------------------- | ---------------------------------------------------------------------- | ---------------------------------------------------------------------- |
| 13-6-2022                                                              | Casablanca                                                             | Liberia                                                                | 0 – 2                                                                  | Marocco                                                                | Qual. Coppa d'Africa 2023                                              | -                                                                      |                                                                        |
| 25-9-2022                                                              | Alessandria d'Egitto                                                   | Niger                                                                  | 0 – 0                                                                  | Liberia                                                                | Amichevole                                                             | -                                                                      |                                                                        |
| 27-9-2022                                                              | Alessandria d'Egitto                                                   | Egitto                                                                 | 3 – 0                                                                  | Liberia                                                                | Amichevole                                                             | -                                                                      |                                                                        |
| 24-3-2023                                                              | Soweto                                                                 | Sudafrica                                                              | 2 – 2                                                                  | Liberia                                                                | Qual. Coppa d'Africa 2023                                              | -                                                                      | 67’                                                                    |
| 28-3-2023                                                              | Monrovia                                                               | Liberia                                                                | 1 – 2                                                                  | Sudafrica                                                              | Qual. Coppa d'Africa 2023                                              | -                                                                      | 71’                                                                    |
| Totale                                                                 |                                                                        | Presenze                                                               | 5                                                                      |                                                                        | Reti                                                                   | 0                                                                      |                                                                        |

## Palmarès

### Club

#### Competizioni nazionali
- Coppa di Bosnia: 2

Sarajevo: 2018-2019, 2020-2021
- Campionato bosniaco: 1

Sarajevo: 2018-2019
- Coppa di Malta: 1

Sliema Wanderers: 2023-2024